# Ostedes coomani
Ostedes coomani är en skalbaggsart som beskrevs av Maurice Pic 1927. Ostedes coomani ingår i släktet Ostedes och familjen långhorningar. Inga underarter finns listade i Catalogue of Life.